# Комплекс заходів щодо виконання Мінського протоколу
Мінські домовленості від 12 лютого (також Мінськ-2 та Переговори «нормандської четвірки» в Мінську, офіційно — Комплекс заходів щодо виконання Мінського протоколу) — комплекс заходів з виконання Мінського протоколу, узгоджений на саміті в Мінську 11—12 лютого 2015 року лідерами Німеччини, Франції, України та Росії у форматі «нормандської четвірки», і підписаний контактною групою, що складається з представників Росії, України, з метою деескалації збройного конфлікту на сході України. Президент Росії Володимир Путін під час пресконференції 22 лютого 2022 року заявив, що Мінських домовленостей більше не існує, адже Росія визнала незалежність «Донецької» та «Луганської народних республік» («ДНР» і «ЛНР») 21 лютого 2022 року.

## Передумови

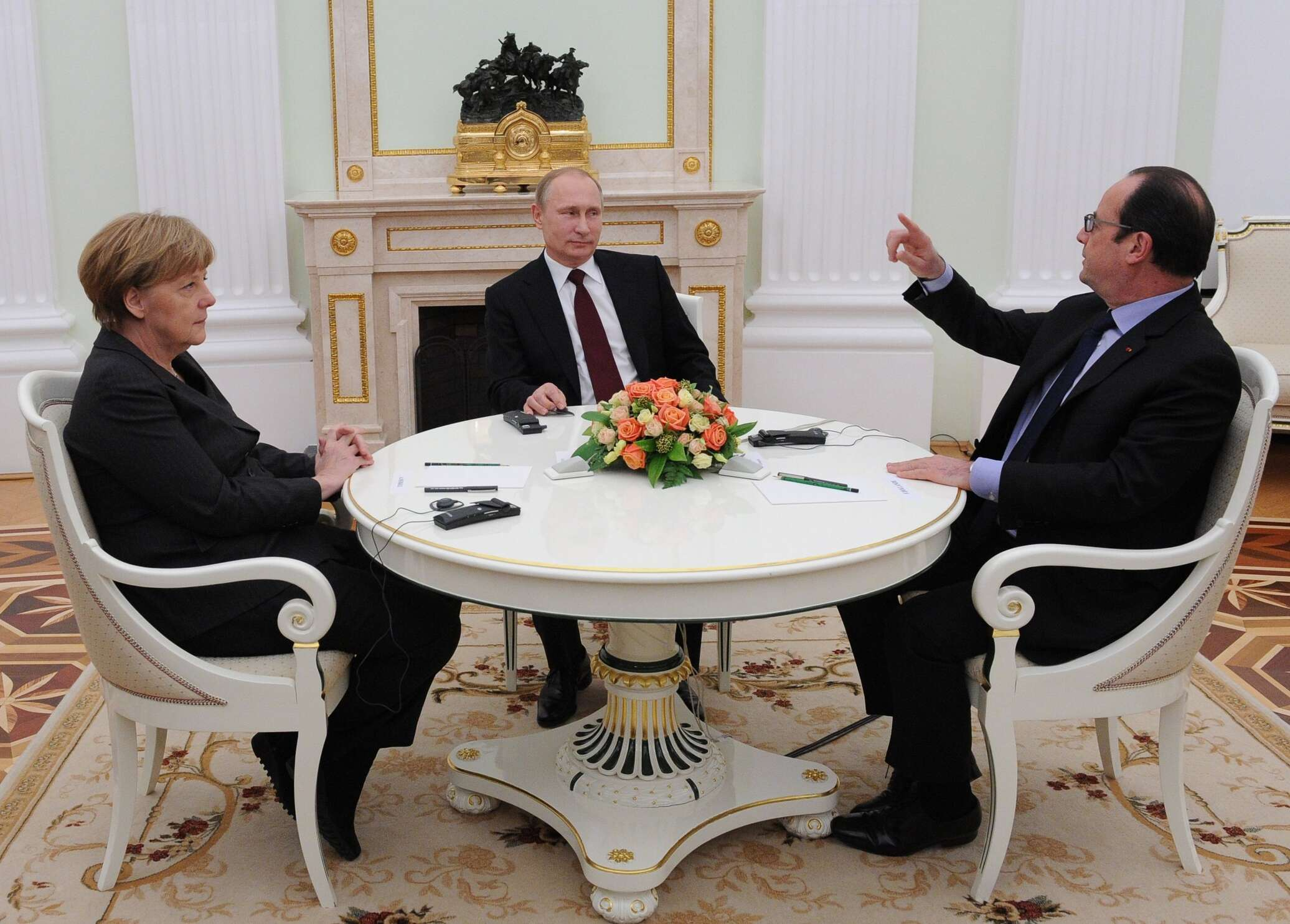
Ангела Меркель, Володимир Путін та Франсуа Олланд. Москва, 6 лютого 2015

На початку лютого 2015 канцлер Німеччини Ангела Меркель та президент Франції Франсуа Олланд проанонсували відвідини Києва та Москви, де висловили свої пропозиції щодо плану врегулювання конфлікту в Україні. Переговори в Києві з Петром Порошенком відбулися 5 лютого, російську столицю канцлер Німеччини та президент Франції відвідали 6 лютого.
У ніч на 10 лютого пройшли переговори в Берліні, в них взяли участь заступники міністрів закордонних справ країн «нормандської четвірки». Заяв за підсумками зустрічі не було зроблено, але посол України в Німеччині Андрій Мельник заявив, що переговори завершилися «деякими відчутними результатами». Після берлінських переговорів була анонсована зустріч лідерів Росії, України, Німеччини та Франції в Мінську.[джерело?]

## Зустріч лідерів «нормандської четвірки»

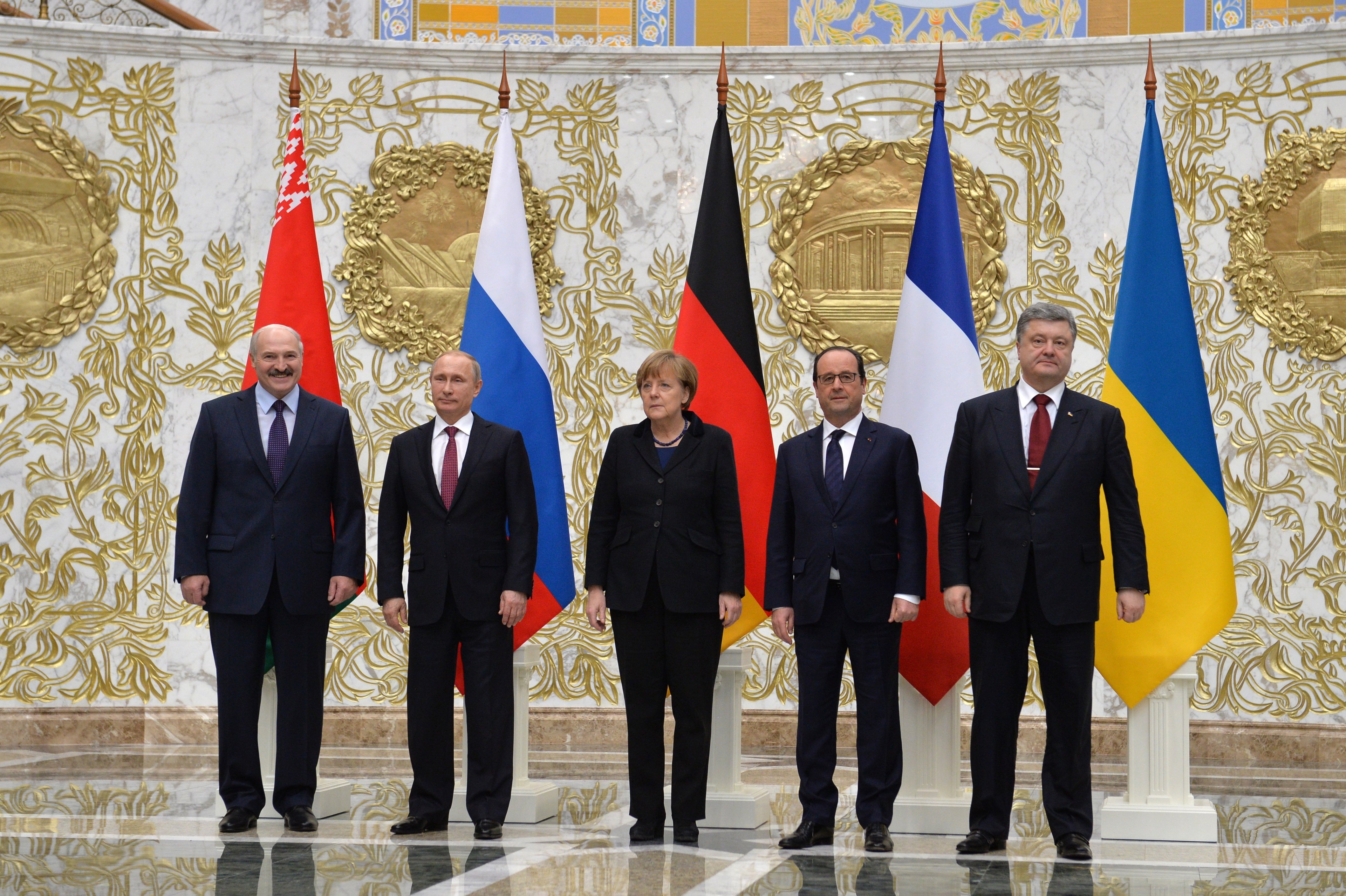
Олександр Лукашенко і «Нормандська четвірка» в Мінську. 11 лютого 2015 року

11 лютого Порошенко, Меркель, Олланд та Путін прибули в Мінськ. На завершальному етапі до них приєдналася спецпредставник голови ОБСЄ в Контактній групі щодо врегулювання ситуації в Україні Гайді Тальявіні. Лідери держав зустрілися в мінському Палаці Незалежності. Спочатку президенти Росії, України, Франції та канцлер ФРН зустрічалися у вузькому складі. Після майже двох годин переговорів лідери країн «Нормандської четвірки» вийшли на спільне фотографування, в якому взяв участь і Президент Білорусі Олександр Лукашенко. Потім відбулися переговори у розширеному складі, які тривали близько півтори години. Після цього глави держав продовжили спілкування в скороченому форматі. Загалом переговори тривали рекордні 16 годин. За цей час учасники перемовин лише кілька разів покидали залу: в Ангели Меркель розрядився телефон і вона винесла його помічникам, щоб зарядили, міністр закордонних справ РФ Сергій Лавров виходив покурити, а Путін виходив з документом в руках для телефонного дзвінка. На питання, чому узгодження документа про врегулювання кризи в Україні йшло так довго, Путін відповів, що це було викликано небажанням Києва йти назустріч самопроголошеним Донецькій та Луганській народним республікам.
У результаті переговорів керівники «четвірки» прийняли декларацію на підтримку комплексу заходів з виконання мінських угод з 13 пунктів. Він передбачає «негайне та всеосяжне припинення вогню в окремих районах Донецької та Луганської областей України і його суворе виконання» з 00:00 15 лютого за київським часом, відведення важких озброєнь обома сторонами на рівні відстані з метою створення зони безпеки, а також моніторинг та верифікацію ОБСЄ режиму припинення вогню та відведення важкого озброєння із застосуванням всіх необхідних технічних систем, включаючи супутники, БПЛА та радіолокаційні системи. Незважаючи на це урочистого підписання лідерами досягнутої під час переговорів у Мінську угоди не відбулося.

2018 року Франсуа Олланд опублікував книгу спогадів «Уроки влади», один із розділів якої присвячений цій зустрічі. На його думку, Путін навмисно максимально затягував переговори аби дати більше часу з'єднанням бойовиків для того, щоб вони оточили українські війська. Олланд згадує, що Путін погрожував Порошенку розчавити українське військо, що виглядало як визнання присутності російських військових на Донбасі. Дмитро Пєсков коментуючи таке ствердження сказав, що таке формулювання не могло використовуватися, а Олланд вчинив некоректно допустивши публікацію таких відомостей.
«Насправді, його [Путіна] мета — послабити владу у Києві зі сподіванням пізніше привести нову команду, більш зручну для Росії та таку, яка б не бажала зближення з Європою. Він особливо хоче перешкодити вступу України до НАТО. Володимир Путін бажає відновити зону впливу, яка була в радянської імперії. Путін хоче навколо своєї країни захисну зону слухняних держав. Його тактика полягає в тому, щоб роздмухувати конфлікти його друзів з його супротивниками, потім їх заморожувати», — Франсуа Олланд

## Зміст домовленостей
1. Негайне припинення вогню в ОРДЛО, його виконання з 00:00 (київський час) 15 лютого 2015 року.
2. Відведення важкого озброєння обома сторонами на рівні відстані задля створення зони безпеки шириною мінімум 50 км один від одного для артилерійських систем калібром 100 мм і більше, зони безпеки шириною 70 км для РСЗВ і шириною 140 км для РСЗВ «Торнадо-С», «Ураган», «Смерч» і тактичних ракетних систем «Точка» («Точка У»):
  - Для українських військ: від фактичної лінії зіткнення;
  - Для збройних формувань ОРДЛО: від лінії зіткнення згідно з Мінським меморандумом від 19 вересня 2014 року.
  - Відведення вищепереліченого важкого озброєння має розпочатися не пізніше другого дня після припинення вогню і завершитися протягом 14 днів. Цьому процесу сприятиме ОБСЄ за підтримки Тристоронньої контактної групи.
3. Забезпечення моніторингу і верифікації режиму припинення вогню та відведення важкого озброєння з боку ОБСЄ з першого дня відводу, із застосуванням всіх необхідних технічних засобів, включаючи супутники, БПЛА, радіолокаційні системи тощо.
4. У перший день після відводу початок діалогу про модальності проведення місцевих виборів відповідно до українського законодавства і Закону України «Про тимчасовий порядок місцевого самоврядування в ОРДЛО» і про режим цих районів. Не пізніше 30 днів з дати підписання документу, прийняти постанову Верховної ради із зазначенням території, де поширюється особливий режим відповідно до Закону «Про тимчасовий порядок місцевого самоврядування в ОРДЛО» на основі лінії, встановленої в Мінському меморандумі від 19.09.2014[12].
5. Забезпечити помилування й амністію шляхом введення через закон, що забороняє переслідування і покарання осіб у зв'язку з подіями, що мали місце в ОРДЛО.
6. Забезпечити звільнення й обмін всіх заручників і незаконно утримуваних осіб на основі принципу «всіх на всіх». Цей процес має бути завершений найпізніше на п'ятий день після відводу.
7. Забезпечити безпечний доступ, доставлення, зберігання і розподіл гуманітарної допомоги нужденним на основі міжнародного механізму.
8. Визначення модальностей повного відновлення соціально-економічних зв'язків, включаючи соціальні перекази, такі як виплата пенсій та інші виплати (надходження і доходи, своєчасна оплата всіх комунальних рахунків, відновлення оподаткування в рамках правового поля України). У цих цілях Україна відновить управління сегментом своєї банківської системи в районах, де є конфлікт, і, можливо, буде створений міжнародний механізм для полегшення таких переказів.
9. Відновлення повного контролю над державним кордоном з боку уряду України у всій зоні конфлікту, яке має розпочатися в перший день після місцевих виборів і завершитися після всеосяжного політичного врегулювання (місцеві вибори в окремих районах Донецької та Луганської областей на підставі Закону України та конституційна реформа) до кінця 2015 року за умови виконання пункту 11 — в консультаціях і за погодженням з представниками окремих районів Донецької та Луганської областей в рамках Тристоронньої контактної групи.
10. Виведення всіх іноземних збройних формувань, військової техніки, а також найманців з території України під спостереженням ОБСЄ. Роззброєння всіх незаконних груп.
11. Проведення конституційної реформи в Україні з набуттям чинності до кінця 2015 року нової Конституції, яка передбачає ключовим елементом децентралізацію (з урахуванням особливостей окремих районів Донецької та Луганської областей, узгоджених з представниками цих районів), а також ухвалення постійного законодавства про особливий статус окремих районів Донецької та Луганської областей відповідно до заходів, зазначених у примітці, до кінця 2015 року.
12. На підставі Закону України «Про тимчасовий порядок місцевого самоврядування в окремих районах Донецької та Луганської областей» питання, що стосуються місцевих виборів, будуть обговорюватися і узгоджуватися з представниками окремих районів Донецької та Луганської областей в рамках Тристоронньої контактної групи. Вибори будуть проведені з дотриманням відповідних стандартів ОБСЄ при моніторингу з боку БДІПЛ ОБСЄ.
13. Інтенсифікувати діяльність Тристоронньої контактної групи, у тому числі шляхом створення робочих груп щодо виконання відповідних аспектів Мінських угод. Вони будуть відображати склад Тристоронньої контактної групи.

### Примітка
Заходи відповідно до Закону «Про особливий порядок місцевого самоврядування в окремих районах Донецької і Луганської областей» містять таке:
- звільнення від покарання, переслідування і дискримінації осіб, пов'язаних з подіями, що мали місце в окремих районах Донецької і Луганської областей;
- право на мовне самовизначення;
- участь органів місцевого самоврядування у призначенні голів органів прокуратури та судів в окремих районах Донецької і Луганської областей;
- можливість для центральних органів виконавчої влади укладати з відповідними органами місцевого самоврядування угоди щодо економічного, соціального та культурного розвитку окремих районів Донецької та Луганської областей;
- держава надає підтримку соціально-економічного розвитку окремих районів Донецької та Луганської областей;
- сприяння з боку центральних органів влади транскордонного співробітництва в окремих районах Донецької і Луганської областей з регіонами Російської Федерації;
- створення загонів народної міліції за рішенням місцевих рад з метою підтримання громадського порядку в окремих районах Донецької і Луганської областей;
- повноваження депутатів місцевих рад та посадових осіб, обраних на дострокових виборах, призначених Верховною Радою України цим законом, не можуть бути достроково припинені.[13]

## Підписання
Підписанням узгоджених лідерами держав домовленостей зайнялась Контактна група. 12 лютого 2015 до Мінська прибули керівники самопроголошених республік Олександр Захарченко та Ігор Плотницький, які разом з представниками Росії, України і ОБСЄ підписали нову угоду.[джерело?]
Документ, узгоджений лідерами «нормандської четвірки», підписали такі особи:
- ОБСЄ: Посол Гайді Тальявіні.
- Україна: Другий Президент України Леонід Кучма.
- Росія: Посол РФ в Україні Михайло Зурабов.
- Олександр Захарченко.
- Ігор Плотницький.

## Виконання домовленостей

### Комплекс заходів з виконання Мінських домовленостей
Учасники Тристоронньої контактної групи, посол Гайді Тальявіні, другий Президент України Л. Кучма, посол РФ в Україні М. Зурабов, О. Захарченко та І. Плотницький підписали «Комплекс заходів з виконання Мінських угод» яким було передбачено, зокрема:
1. Припинення вогню починаючи з 00 годин 00 хвилин (київський час) 15 лютого 2015 року.
2. Відведення всіх важких озброєнь всіма сторонами на рівні відстані з метою створення зони безпеки завширшки щонайменше 50 км для артилерійських систем калібру 100 мм і більше, зони безпеки завширшки 70 км для РСЗВ і завширшки 140 км для РСЗВ «Торнадо-С», «Ураган», «Смерч» і тактичних ракетних систем «Точка» («Точка У»):
  - для українських військових: від фактичної лінії зіткнення;
  - для озброєних формувань ОРДіЛО України: від лінії зіткнення згідно Мінському протоколу від 19 вересня 2014 року.

Відведення перелічених вище важких озброєнь мало початись не пізніше другого дня після припинення вогню і завершитись протягом 14 днів.

### Дотримання умов
Майже відразу після оголошення перемир'я 15 лютого 2015 року спеціальна моніторингова місія ОБСЄ зафіксувала обстріл позицій української армії збройними загонами російських терористів, що застосовували артилерію, міномети та системи залпового вогню під Дебальцевим, Донецьком та Луганськом. Того ж таки дня місія ОБСЄ намагалася направити своїх спостерігачів до Дебальцевого, але представники так званої «ДНР» їх туди не пропустили. Згодом лідер терористичного угруповання «ДНР» Олександр Захарченко виступив з погрозою, у разі недотримання мінських домовленостей «відбити» Маріуполь і «взяти» Харків. На його переконання, російських терористів там чекають їх прибічники, які готові взяти до рук зброю. Разом з тим, міністр внутрішніх справ України Арсен Аваков повідомив Захарченку, що у Харкові бойовиків з «ДНР» чекають тільки у в'язниці на Холодній горі.
Загалом за першу добу «тиші» (15 лютого 2015 року) російські терористи завдали 112 ударів по позиціях українських військ, з них 88 разів били по Дебальцевому. За повідомленням пресцентру АТО, з початку режиму «тиші» противник 31 раз застосовував реактивні системи залпового вогню, 4 рази танки, 56 — артилерію та міномети. Найбільше від обстрілів постраждали: Дебальцеве, по якому злочинці 19 разів били з «Градів»; Чорнухине, яке тричі штурмували бандформування і 4 рази обстріляли з «Градів». Незаконні збройні формування також активно вели вогонь із «Градів» і артилерії по селищах Попасна, Санжарівка, Золоте, Кам'янка.
16 лютого 2015 р. російські терористи обстріляли міську лікарню в Щасті. Того ж дня терористи з танків двічі обстріляли позиції сил АТО в Широкиному під Маріуполем, внаслідок чого загинули 5 бійців полку «Азов». Координатор групи «Інформаційний спротив» Дмитро Тимчук повідомив що російські терористи почали вести вогонь по Дебальцеве інтенсивніше, ніж до «перемир'я». Речник АТО Андрій Лисенко наголосив на брифінгу в Києві, що «За оперативною інформацією, бандити отримали від своїх російських кураторів наказ за будь-яку ціну взяти Дебальцеве та спровокувати наших військових». При цьому генсек ООН Пан Гі Мун висловив лише стурбованість у зв'язку з повідомленнями про воєнні сутички в Дебальцевому. Щоправда, Євросоюз опублікував новий список санкцій спрямованих проти Росії, який містить депутата Державної думи Йосипа Кобзона та ряд терористів Донецької та Луганської «народних республік». Станом на 22.40 українським військовим вдалося зайняти одну з двох висот в селі Широкине.
Загалом за другу добу «тиші» (15 лютого 2015 року) російські терористи 38 разів обстрілювали позиції українських військових. Терористи 27 разів вели вогонь з «Градів», артилерії і мінометів по Чорнухиному, Санжарівці, Золотому, а їх піхота намагалася штурмувати Дебальцеве і Міус. Піски, Авдіївка і Водяне зазнали вогню зі стрілецької зброї, гранатометів та мінометів російських терористичних загонів.
За повідомленням пресофіцер штабу АТО Анатолія Стельмаха 17 лютого 2015 року на брифінгу в Києві, траса Артемівськ — Дебальцеве повністю контролюється українськими військовими, а селищі Логвинове виставлено українські блок-пости., Проте у самому Дебальцевому російські терористи знищили будівлю міського відділу міліції й ведуть бої містом. Цю інформацію підтвердили в генштабі АТО. Один з ватажків так званої «ДНР» Денис Пушилін заявив що, незважаючи на мінські домовленості, російські бойовики не збираються зупиняти бої за Дебальцеве.
Того ж дня у Соледарі тривали переговори контактної групи з представниками бойовиків Денисом Пушиліним і Владиславом Дейнего, які стверджують, що не мають впливу на тих терористів, що штурмують Дебальцеве. Згодом речник АТО Андрій Лисенко повідомив, що через пункт пропуску Ізварине на українсько-російському кордоні в Україну зайшло 12 БМП та 54 вантажівки із боєприпасами. Пізніше у пресслужбі Міноборони України повідомили, що колона української техніки під час здійснення доставлення вантажів для військових, які ведуть бойові дії на Дебальцевському плацдармі, потрапила в засідку. Українські військові прийняли нерівний бій й по закінченні боєкомплекту та знищення їх бронетранспортера переважними силами противника була захоплена в полон. Близько сотні активістів й учасників антитерористичної операції перекрили Чернігівську трасу на виїзді з Києва вимагаючи допомогти солдатам під Дебальцевим.
Заступник голови Адміністрації президента України Валерій Чалий заявив, що 17 лютого Україна звернулася до постійних членів Ради безпеки ООН не допустити подальшого розгортання повномасштабних воєнних дій у самому центрі Європи. Євросоюз додав заступника міністра оборони Росії Анатолія Антонова до санкційного чорного списку з формулюванням «через причетність до розташування російських військових в Україні». Посол США в Україні Джеффрі Пайетт в ефірі каналу CNN заявив, що «Ми вважаємо, що дії Росії не достатні, щоб відповідати зобов'язанням, які вона взяла на себе як частину мінських угод». Президент України Петро Порошенко провів телефонну розмову із віце-президентом Сполучених Штатів Америки Джозефом Байденом і наголосив на необхідності негайних дій для зупинення ескалації та зриву Мінських домовленостей. Він також закликав США реалізувати попередні заяви щодо надання Україні додаткових засобів для посилення її обороноздатності.
Президент України Петро Порошенко закликав Європейський Союз та всю міжнародну спільноту до жорсткої реакції у відповідь на віроломні дії бойовиків та Росії.
Як наслідок невиконання пункту 6 станом на грудень 2016-го як антитезу пацифістсько-недалекоглядній позиції окремих урядовців, котрі висловлювалися за звільнення заручників здобутих зусиллями силових структур та ЗСУ, задарма ветерани АТО пропонували реально практичніший метод повної блокади у разі невиконання умови.
25 травня відбувся обмін засуджених в Україні росіян Євгенія Єрофєєва та Олександра Александрова на засуджену у РФ українську льотчицю Надію Савченко.

### Формула Штайнмаєра
У кінці вересня 2019 став відомий зміст спільного листа колишнього міністра закордонних справ Німеччини Франка-Вальтера Штайнмаєра та ексглави МЗС Франції Лорана Фабіуса до міністра закордонних справ Росії Сергія Лаврова та ексміністра закордонних справ України Павла Клімкіна, датованого 28 листопада 2015 року.
У листі запропоновано введення особливого статусу окремих районів Донецької та Луганської областей у день місцевих виборів на цій території на тимчасовій основі, а постійне його впровадження після того, як спостерігачі Бюро з демократичних ініціатив і прав людини ОБСЄ підтвердять, що вибори відбулися відповідно до міжнародних стандартів і українського законодавства. Також у листі згадано інші проблеми та запропоновані шляхи по їх вирішенню. Цей комплекс дій уточнює Мінські угоди. Він став відомим під назвою «формула Штайнмаєра».
Основні положення ФШ були узгоджені на зустрічі глав держав і урядів, що пройшла в нормандському форматі в Парижі 2 жовтня 2015 року. Україну на цій зустрічі представляв і основні положення ФШ з боку України погодив тодішній президент України Порошенко. Пізніше основні положення ФШ були підтверджені на зустрічі міністрів закордонних справ, яка пройшла в нормандському форматі в Берліні на віллі Борзиг 6 листопада 2015 року Україну на цій зустрічі представляв і основні положення ФШ підтвердив тодішній міністр закордонних справ України П. Клімкін. 1 жовтня 2019 під час зустрічі у Мінську українська сторона у особі Кучми дала згоду на ФШ у дуже скороченому вигляді.
А саме тільки у тій частині, що стосується легітимізації виборів згідно з рішенням ОБСЄ. Згода оформлена у вигляді листа на адресу керівника ОБСЄ Мартіна Сайдіка. 2 жовтня народний депутат та голова комітету з зовнішньої політики та межпарламентського співробітництва Богдан Яременко заявив, що підписання так званої «формули Штайнмаєра» було вимогою РФ для проведення зустрічі президентів України і РФ у нормандському форматі. Після підписання відбулись численні протести у багатьох містах Україні. Згідно з підрахунками поліції 6 жовтня у Києві на Майдані Незалежності на акцію «Ні капітуляції» зібралось 10 тис. людей, а 14 жовтня при повторі акції поліція нарахувала 12 тисяч учасників.
15 жовтня 2019 року прессекретар Кучми, опублікувала нові вимоги України по імплементації Мінських угод.
Українська сторона наголосила, що виконання політичного блоку питань Мінських угод є можливим виключно за умови виконання наступних пунктів: розпуск квазіугруповань «Л/ДНР», повне припинення вогню; забезпечення ефективного моніторингу СММ ОБСЄ на всій території України; виведення з території України збройних формувань іноземних військ і військової техніки; розведення сил та засобів вздовж всієї лінії зіткнення; забезпечення роботи Центральної Виборчої Комісії України, українських політичних партій, ЗМІ та іноземних спостерігачів; встановлення контролю за непідконтрольною Україні ділянкою українсько-російського кордону та виконання інших пунктів, передбачених українським і міжнародним законодавством та Мінськими угодами..
1 жовтня 2019 року — члени тристоронньої групи в Мінську підписали «формулу Штайнмаєра».
18 жовтня року стало відомо, що представники України ще в липні 2019 погодились розглянути «формулу Штайнмаєра». Це стало відомо з листа керівника Офісу президента Андрія Богдана до представника України в Тристоронній контактній групі щодо врегулювання ситуації на Донбасі Леоніда Кучми, датованого 16 липня 2019 року. До листа додався документ під назвою «Кроки, що мають бути здійснені сторонами», який був погоджений на перемовинах у Нормандькому форматі 12 липня 2019 на рівні дипломатичних радників Зустріч проводилась за участю заступника голови Офісу Президента Вадима Пристайка та помічника президента РФ Владислава Суркова.
У документі, зокрема сказано, що сторони зобов'язуються підготувати правові рамки щодо «особливого статусу Донбасу» (особливий порядок місцевого самоврядування), включаючи так звану формулу Штайнмаєра; амністію та місцеві вибори.

## Реакція

### Україна
Президент України Порошенко заявив, що Україна «була, є і буде унітарною державою», і про федералізацію країни мова не йде.
Міністр закордонних справ України Павло Клімкін заявив, що «будь-які розмови, що стосуються особливого режиму Донбасу, будуть реалізовуватися в рамках закону, затвердженого парламентом. Пункт 11 говорить про те, що питання децентралізації, в тому числі щодо Донбасу, буде розглядатися в рамках конституційної реформи, не більше».
Лідер фракції «Батьківщина» в Верховній Раді України Юлія Тимошенко заявила, що вірить в те, що мінські домовленості будуть втілені в життя. За її словами, не хочеться «навіть думки допускати, що ці домовленості не будуть виконані».
Разом з тим, наприкінці 2016-го, після відсутності прогресу з виконання угод Леонід Кучма висловив переконання що без участі в процесі США діла не буде. Учасники і надалі «гратимуться в мир і дружбу» та будуть вирішуватися лише локальні проблеми, а українська проблема буде залишатися обіч у нинішньому стані.
Доречність долучення до процесу США та Британії також поділяв лідер Національного корпусу Андрій Білецький на думку котрого МУ: «Це найбільш невигідний формат перемовин. Тому що і Франція, і Німеччина — це найслабкіші з точки зору проросійської позиції країни Західного світу».

### Росія
Президент Росії Путін заявив, що на зустрічі «четвірки» вдалося «домовитися про головне»:
До речі кажучи, чому так довго йшли узгодження. Я думаю, це пов'язано з тим, що, на жаль, київська влада досі відмовляється від прямих контактів з представниками Донецької та Луганської народних республік. Навіть незважаючи на те, що вони невизнані, треба виходити з реалій життя, і якщо всі хочуть домовитися на довгостроковій основі вибудувати відносини, то потрібно піти на прямі контакти.
Голова Державної думи РФ Сергій Наришкін зазначив, що результати зустрічі можуть бути, як мінімум, оцінені як позитивні. Він також додав, що минулі переговори, очевидно, запам'ятаються «як саме історична зустріч».
На думку керівника комітету Державної думи з міжнародних справ Олексія Пушкова, на саміті «нормандської четвірки» були виконані основні завдання, «завдання-максимум», але він не виключає виникнення складнощів у реалізації домовленостей.
Російський політик і державний діяч Борис Нємцов:
Мінськ-2 помер, не встигнувши народитися. Мінські домовленості Захарченко виконувати не збирається. Вогонь в районі Дебальцево він припиняти не бажає, оголосив всю територію Донецької області зоною «ДНР». Кордон під контроль українських прикордонників віддавати не буде і територію «ДНР» вважає політично незалежною від України. Чим швидше Україна зрозуміє, що «ДНР» — це її сектор Газа, тим буде краще.
Проте за даними журналістів німецького видання Більд, наприкінці 2014 року російське керівництво розпочало планомірну роботу над створенням повністю контрольованих з Кремля територіально-адміністративних утворень на захоплених землях українського Донбасу. Таким чином, на думку видання, всупереч публічним заявам, насправді російське керівництво ніколи не збиралось виконувати умови мінських домовленостей.

### Заяви глав незаконних терористичних угрупувань
Глави терористичних угруповань, що називаються «народними республіками» також зробили заяву після підписання угод.
Олександр Захарченко заявив:
Завдяки гарантіям президента Росії, канцлера Німеччини та президента Франції ми підписали сьогодні угоду, яка, як ми сподіваємося, покладе край бойовим діям і дозволить ДНР і ЛНР зайнятися мирним будівництвом на благо нашого народу. Цим кроком ми допоможемо змінитися і самій Україні.
Ігор Плотницький додав, що підписаний в Мінську документ передбачає внесення змін до Конституції України. На його думку, підписання угод є великим досягненням для того, щоб «Україна змінилася, змінилася цивілізованим шляхом, перестала вбивати свій народ».[джерело?]

### Інші держави
Президент Білорусі Олександр Лукашенко заявив [коли?], що останнім часом головне реалізувати досягнуті в Мінську домовленості:
Документів в історії народжувалося багато, тепер головне реалізувати ці документи. Це процес набагато складніший, ніж створювати, тут добою не обійдешся. <…> Вони [лідери держав «нормандської четвірки»] просто молодці, вони витримали марафон. Питання війни і миру вирішуються місяцями та роками, а тут вдалося протягом 15 годин домовитися про припинення вогню.
 Прем'єр-міністр Британії Девід Камерон привітав досягнення мінських домовленостей[коли?]. Він також зазначив, що антиросійські санкції залишаться в силі до тих пір, поки не буде відзначений «конкретний прогрес» на місцях на сході України.
 Федеральний канцлер Німеччини Ангела Меркель позитивно оцінила [коли?] підсумки Мінських переговорів по Україні. За її словами, належить виконати ще дуже багато роботи, однак тепер є «реальний шанс на те, що справи підуть найкраще».
Водночас МЗС ФРН розцінює підсумки переговорів у Мінську як крок вперед, але не як прорив. Міністр закордонних справ Франк-Вальтер Штайнмаєр повідомив журналістам [коли?]: «Сьогоднішні домовленості не є всеосяжним рішенням або проривом. Проте „Мінськ-2“ міг би розглядатися як крок вперед на тлі тривалого протягом тижнів насильства, міг би відвести нас від спіралі цього насильства в напрямку політичного рішення».
 Прем'єр-міністр Італії Маттео Ренці заявив, що підсумок переговорів дає привід вірити, що «був досягнутий відмінний результат».
 Офіційний представник Міністерства закордонних справ КНР Хуа Чуньїн в письмовому коментарі, розміщеному на сайті відомства, заявила, що Китай вітає та високо оцінює угоду, досягнуту в Мінську керівниками Росії, Німеччини, Франції та України, а також вважає, що вона буде сприяти пом'якшенню напруженої ситуації на сході України та «політичному вирішенню української кризи». «Китай і надалі продовжить грати позитивну та конструктивну роль у політичному вирішенні української кризи шляхом діалогу та переговорів», — також зазначено в заяві.
 Президент Польщі Броніслав Коморовський вважає, що для встановлення стабільного миру на сході України потрібно багато часу. В цілому він назвав інформацію про досягнення мінських угод хорошою та відзначив значущість переговорів, що відбулися.
 Позитивні підсумки мінських переговорів Президент Франції Франсуа Олланд назвав [коли?] «великим полегшенням» та «серйозною надією» для Європи.
 Білий дім заявив, що «Америка вітає угоду, досягнуту в Мінську. Вона являє собою потенційно суттєвий крок до мирного врегулювання конфлікту. Тепер за домовленістю повинні статися негайні конкретні кроки щодо виконання зобов'язань усіх сторін. Припинення вогню повинно бути встановлено і має дотримуватися».
В той таки час Держсекретар Джон Керрі зазначив, що «США готові згорнути санкції проти Росії за умови виконання мінських угод».

### Міжнародні організації
Генеральний секретар ООН Пан Гі Мун заявив, що розраховує на виконання всіма сторонами зобов'язань, взятих учасниками переговорів з Україною в Мінську. В ООН також висловили готовність «надати будь-яку допомогу», яка буде корисна для поліпшення ситуації на сході України.
 Генеральний секретар Ради Європи Турбйорн Ягланд позитивно розцінив підсумки мінських переговорів. На його думку, Меркель, Олланд, Путін та Порошенко разом зробили все можливе для того, щоб це відбулося.
Голова Європарламенту Мартін Шульц заявив, що вітає досягнення домовленостей про припинення вогню в Україні.
На думку голови Європейської ради Дональда Туска, результати мінських переговорів дають надію на врегулювання конфлікту в Україні.
Голова Європейської комісії Жан-Клод Юнкер назвав досягнення мінських домовленостей відмінною новиною, яка викликала у Європи зітхання «полегшення». Також він додав, що «час нових санкцій для Росії ще не пробив».

## Втрата сили
15 лютого 2022 року російська Дума проголосувала за звернення до президента Путіна про визнання «ЛНР» і «ДНР». Наступного дня речник російського уряду визнав, що офіційне визнання республік Донбасу не відповідатиме Мінським угодам. При цьому він також заявив журналістам, що пріоритетом Путіна у врегулюванні ситуації на Донбасі є імплементація механізмів, прийнятих за цими угодами. 21 лютого 2022 року Росія офіційно визнала Луганську та Донецьку народні республіки.
Президент Росії Володимир Путін під час пресконференції 22 лютого 2022 року заявив, що Мінських домовленостей більше не існує, адже Російська Федерація визнала незалежність «Донецької» та «Луганської народних республік» («ДНР» і «ЛНР»). За його словами, Росія буцімто була зацікавлена у виконанні Мінських домовленостей, оскільки цей документ став результатом компромісу. Володимир Путін пояснив рішення про визнання незалежності «ДНР» і «ЛНР» нібито відмовою України виконувати Мінські домовленості.